# 重踏舞

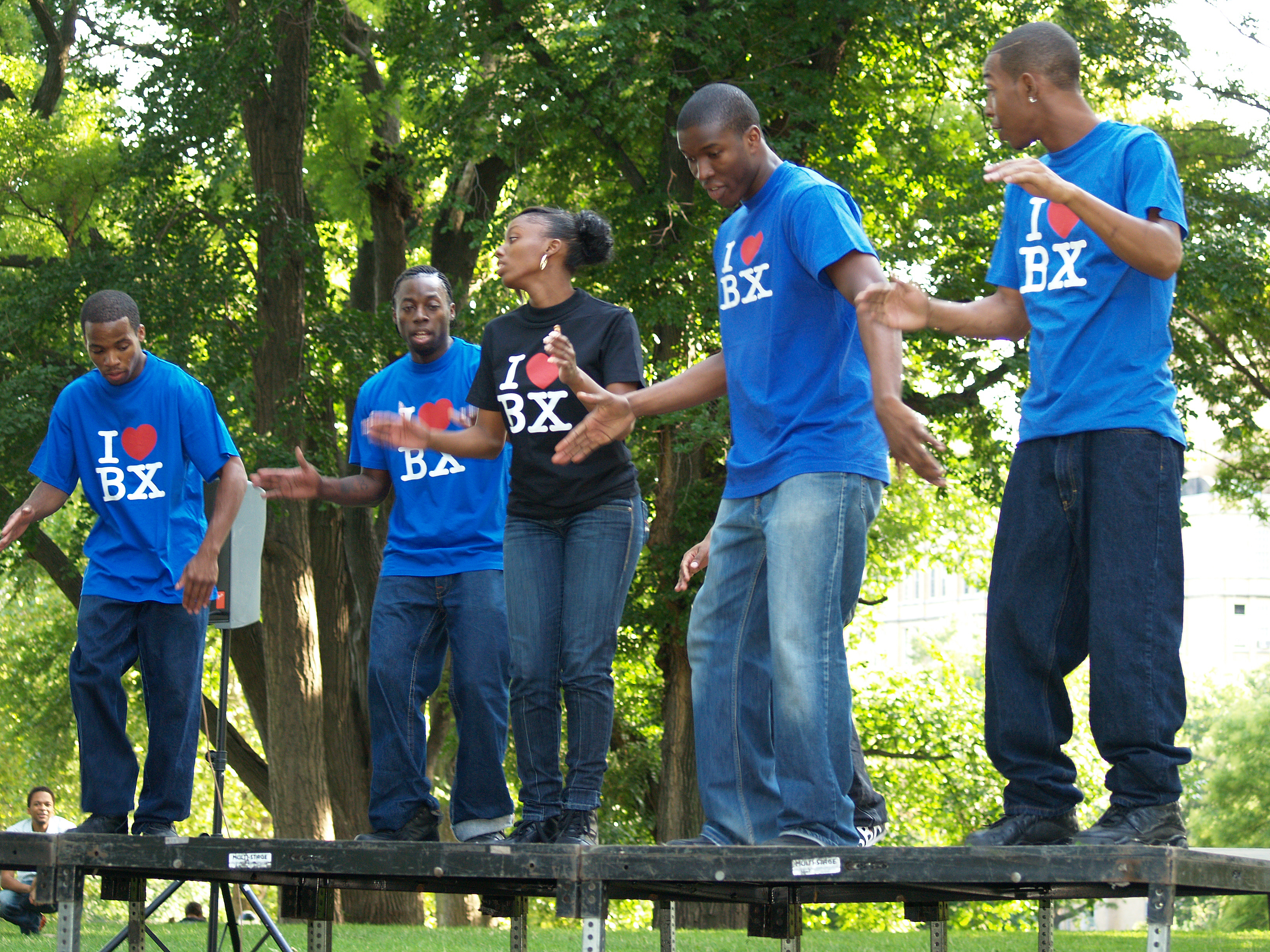
布朗克斯的P.L.A.Y.E.R.S.俱樂部舞者於白宮前演出重踏舞

重踏舞又稱踏舞（英語：Stepping）是一種節奏感極強，並充滿打擊樂要素的舞蹈，表演者會運用全身肢體作為產生復雜節奏和聲音的樂器，例如腳部重踏、手掌拍打以及舞者自身喊叫。 雖然重踏舞步可以由單人演出，但是通常由三個或更多的舞者一同表演，並以類似儀隊隊伍的編制方式進行。
重踏舞的舞步元素包含了體操，霹靂舞，踢踏舞，行軍以及非洲和加勒比舞蹈，而在個人獨秀的部分則會加入一些具有危險性質的高難度動作。踩踏的速度取決於舞者所期望的節拍和節奏。某些形式的重踏舞會使用手杖、節奏棒、火燄和眼罩之類的道具。
重踏舞也是非洲裔美國兄弟會和姐妹會一種傳統競爭性的校園歌舞儀式，電影踢踏人生與重踏舞姐妹會即以此為主題。
在台灣，重踏舞常被誤翻為「stomp dance」，原因是2007年時台灣藝人羅志祥曾將重踏舞帶入台灣，並命名為「鐵血重踏舞 stomp dance」，但stomp dance其實是一種美國東南方印地安部落的一種戰舞，經過演化後才變成今日的重踏舞。